# Ангел Заберски-син
Ангел Ангелов Заберски, известен като Ангел Заберски-син е български пианист, аранжор и композитор на джаз и класическа музика. Син е на композитора и музикален педагог професор Ангел Заберски.
През 1996 година завършва Националната музикална академия „Панчо Владигеров“, в класа по композиция на Димитър Тъпков (1996). От 1996 до 2000 година работи като аранжор за Биг – бенда на Българското национално радио. През 1998 година основава собствено джаз трио, а през 2000 година – джаз октет, в който се изявява като диригент и композитор. През същата година започва да преподава импровизация в Нов български университет.
Заберски-син е автор на над 15 пиеси за струнен оркестър и творби за симфоничен оркестър, сред които по-значими са:
- 1996 – Концерт за тенор-саксофон и симфоничен оркестър,
- 2001 – Рапсодична фантазия.

Концертира като пианист в Германия, Гърция, Испания, САЩ, Великобритания, Франция, Швеция, Словения и България.
През 2002 година е удостоен с наградата „Кристална лира“ в категория „Джаз“.